# Reichstag zu Worms (1150)
Der Reichstag zu Worms 1150 soll eine Reichsversammlung gewesen sein, die Ende Dezember 1150 in Worms unter König Konrad III. stattgefunden haben soll. Vermutlich irrte darüber schon die dieser Annahme zugrunde liegende Quelle.